# Christian Holtzhauer

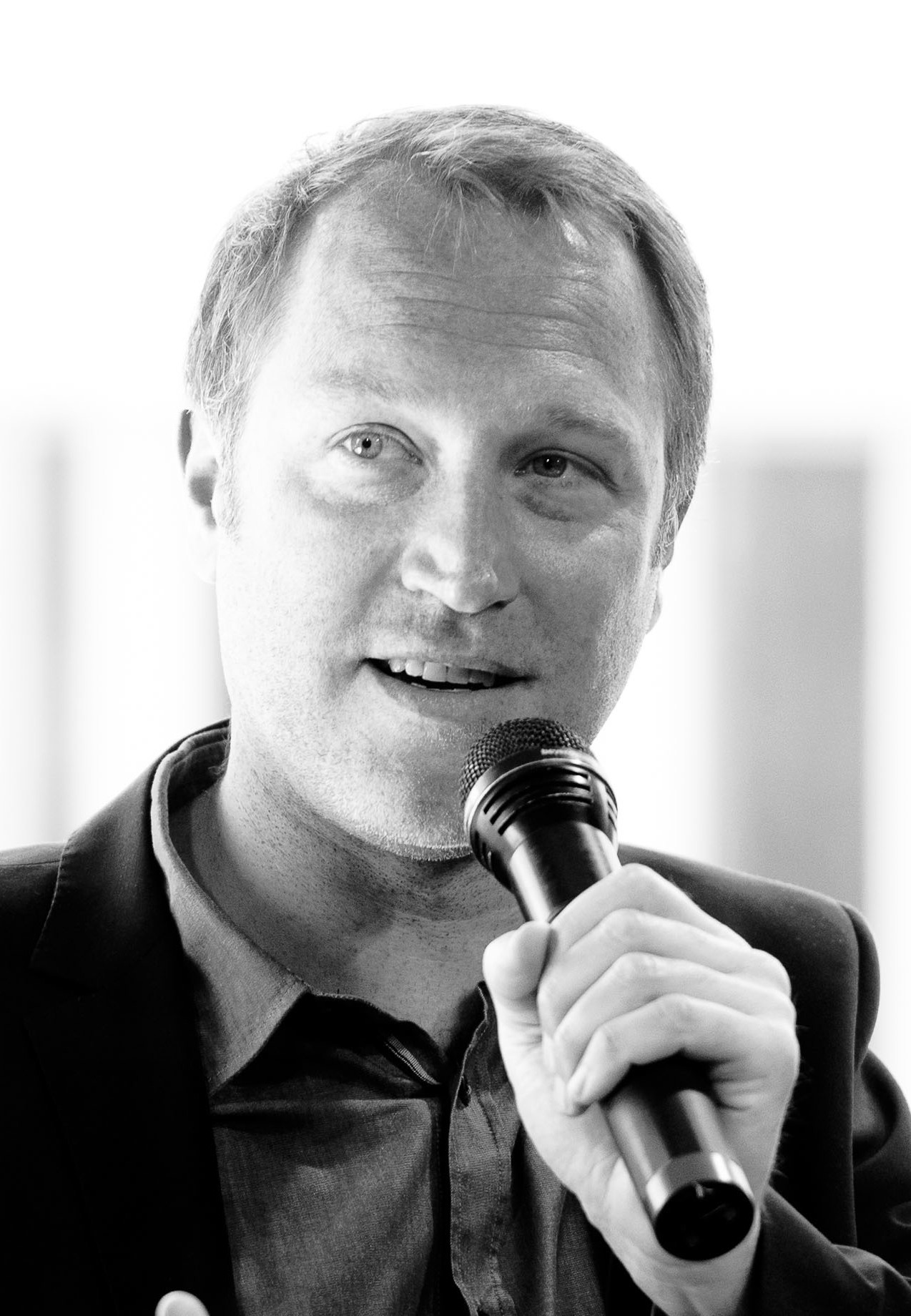
Christian Holtzhauer, 2015

Christian Holtzhauer (* 1974 in Leipzig) ist ein deutscher Dramaturg, Kurator und Intendant.

## Leben
Holtzhauer wuchs in Ost-Berlin auf. Nach dem Studium der Musik- und Theaterwissenschaft in an der Humboldt-Universität zu Berlin und der University of Toronto war er von 2001 bis 2004 gemeinsam mit Amelie Deuflhard für das künstlerische Programm der Berliner Sophiensaele verantwortlich. Ein Schwerpunkt des Programms lag auf der Förderung junger Künstlerinnen und Künstler. 2003 rief Holtzhauer gemeinsam mit Amelie Deuflhard und Andrea Tietz das Festival »Ausser Atem« ins Leben, aus dem ein Jahr später das Festival »Freischwimmer« und schließlich die internationale Austausch- und Produktionsplattform »Freischwimmen« hervorging.
Von 2005 bis 2013 war er als Dramaturg und Projektleiter am Staatstheater Stuttgart engagiert, wo er u. a. mit den Regisseurinnen und Regisseuren Claudia Bauer, Barbara-David Brüesch, Sebastian Baumgarten, Peter Kastenmüller, Hans Werner Kroesinger, René Pollesch, Ulrich Rasche, Christian Tschirner und Christian Weise zusammenarbeitete. In dieser Zeit konzipierte und organisierte er mehrere Festivals und internationale Theaterprojekte, wie den Theaterzug »Orient-Express« mit Partnertheatern aus der Türkei, Rumänien, Serbien, Kroatien und Slowenien (2009).
Von 2014 bis 2018 war er Künstlerischer Leiter des Kunstfests Weimar, eines deutschlandweit bekannten Festivals für zeitgenössische Künste. Unter seiner Leitung öffnete sich das Kunstfest wieder für alle Kunstformen und setzte verstärkt auf Eigenproduktionen und Deutschlandpremieren. 2015 brachte das Künstlerkollektiv Rimini Protokoll »Adolf Hitler: Mein Kampf (Band 1 & 2)« im Rahmen des Kunstfests zur Uraufführung. Im selben Jahr fand die Deutsche Erstaufführung der Kammeroper »Triumph des Todes« von Frederic Rzewski in Weimar statt. 2017 widmete sich das Kunstfest dem 100. Jubiläum der Russischen Revolution und 2018 dem bevorstehenden 100. Jahrestag der Gründung des Bauhauses in Weimar.
Seit dem 1. September 2018 ist Holtzhauer Schauspielintendant und Künstlerischer Leiter der Internationalen Schillertage am Nationaltheater Mannheim. Im Dezember 2021 verlängerte der Mannheimer Gemeinderat seinen Vertrag bis 2028.
Zu den Regisseurinnen und Regisseuren, mit denen Holtzhauer in Mannheim zusammenarbeitete, zählten u. a. Christian Weise, Johanna Wehner, Charlotte Sprenger, Maxim Didenko, Nuran David Calis, Claudia Bauer, Felicitas Brucker, Sandra Strunz, Gernot Grünewald, Franz-Xaver Mayr, Selen Kara, Ayşe Güvendiren und Stas Zhyrkov.
Seit Beginn seiner Intendanz wurde das Schauspiel des Nationaltheaters zu zahlreichen Festivals eingeladen, u. a. mehrfach zu den Mülheimer Theatertagen, zum Berliner Theatertreffen (2022 mit Schillers „Jungfrau von Orleans“ in der Regie von Ewelina Marciniak), zum Festival „radikal jung“ am Münchner Volkstheater und zu den Autor:innentheatertagen am Deutschen Theater Berlin. Weitere Gastspiele führten u. a. nach Hamburg, Köln, Amsterdam, Olomouc und Graz.
Unter Holtzhauers Leitung baute das Nationaltheater seinen Ruf als Uraufführungstheater aus und brachte u. a. Romanstoffe von Elena Ferrante, Fatma Aydemir und Daniela Dröscher zur Deutschen Erst- bzw. Uraufführung. Holtzhauer entwickelte das Mitte der 1990er Jahre ins Leben gerufene Hausautoren-Modell am Nationaltheater Mannheim konsequent weiter. Zu den Hausautorinnen und Hausautoren seit Beginn seiner Intendanz gehören Enis Maci, Sivan Ben Yishai, Necati Öziri, Anastasiia Kosodii, Pat To Yan, Amir Gudarzi und Leo Lorena Wyss. Als gemeinsame Produktion von Oper und Schauspiel des Nationaltheaters Mannheim sowie der Münchener Biennale entstand 2022 die Opern-Uraufführung "The Damned and the Saved" von Malin Bång (Komposition) und Pat To Yan (Libretto).
Während der Zeit der Generalsanierung des Nationaltheaters Mannheim ab 2022 war er maßgeblich an der Planung und Inbetriebnahme des Alten Kinos Franklin als Interimsspielstätte für die Schauspielsparte auf einem ehemaligen Gelände der US Army in Mannheim-Käfertal beteiligt.
Von Januar 2011 bis Januar 2017 war er Vorsitzender der Dramaturgischen Gesellschaft, nachdem er seit 2005 bereits dem Vorstand angehört hatte. Darüber hinaus ist er Mitglied des deutschen Zentrums des Internationalen Theaterinstituts und der Deutschen Akademie der Darstellenden Künste.
Er war Mitglied der Jury des Kleist-Förderpreises für junge Dramatik, der Jury für die Förderung der freien Tanz- und Theatergruppen des Landes Baden-Württemberg, des Kuratoriums des Fonds Darstellende Künste und des Dramatikerpreises des Kulturkreises der deutschen Wirtschaft.
Außerdem war er Sachverständiger für den Theaterpreis DER FAUST des Deutschen Bühnenvereins, Vorsitzender der internationalen Jury des BITEF-Festivals Belgrad (2013) und Mitglied der Jury des Festivals Boska Komedia in Krakau (2022).

## Belege
1. ↑  Theaterprojekt "Orient Express" zeigt rollendes Schauspiel im Zug, auf tagesschau.de
2. ↑  Henryk Goldberg: Christian Holtzhauer übernimmt Leitung des Kunstfestes Weimar. In: thueringer-allgemeine.de. 27. Februar 2013, abgerufen am 24. Februar 2024.
3. ↑  Über uns, auf kunstfest-weimar.de
4. ↑  Bilanz der Ära Holtzhauer beim Kunstfest Weimar | Viel gewagt, viel gewonnen, auf deutschlandfunkkultur.de
5. ↑  "Der Triumph des Todes" - Welttheater mit hohen Ansprüchen. In: Deutschlandfunk Kultur. 30. August 2015, abgerufen am 9. Februar 2025.
6. ↑  NT Mannheim: Intendant Christian Holtzhauer verlängert, auf nachtkritik.de
7. ↑  Holtzhauer: Bis 2028 Intendant am Nationaltheater Mannheim, auf sueddeutsche.de
8. ↑  Die Jungfrau von Orleans, auf berlinerfestspiele.de
9. ↑  Christian Holtzhauer neuer Vorsitzender der Dramaturgischen Gesellschaft. nachtkritik.de, 31. Januar 2011, abgerufen am 4. April 2024.
10. ↑  Neuer Vorstand der Dramaturgischen Gesellschaft | Freiheiten verteidigen und ausweiten. nachtkritik.de, 30. Januar 2017, abgerufen am 4. April 2024.
11. ↑  Christian Holtzhauer, auf nationaltheater-mannheim.de, abgerufen am 4. April 2024
12. ↑  Christian Holtzhauer: Theaterbrief aus Krakau - Das Festival Boska Komedia 2023 zeigt eine streitlustige und widerständige Theaterszene | Polnische Tabus, auf nachtkritik.de, abgerufen am 4. April 2024

| Personendaten    | Personendaten         |
| ---------------- | --------------------- |
| NAME             | Holtzhauer, Christian |
| KURZBESCHREIBUNG | deutscher Dramaturg   |
| GEBURTSDATUM     | 1974                  |
| GEBURTSORT       | Leipzig               |